# Jerry Pate
Jerome „Jerry“ Kendrick Pate (* 16. September 1953 in Macon, Georgia) ist ein ehemaliger US-amerikanischer Profigolfer, dessen größter Erfolg der Gewinn der U.S. Open 1976 war.

## Leben
Pate, der an der University of Alabama studierte, war zunächst Amateurgolfer, ehe er 1975 Berufsgolfer wurde. Im folgenden Jahr gewann er die U.S. Open und damit auch sein einziges Major-Golfturnier. 1976 wurde er zusammen mit Dave Stockton Zweitplatzierter beim Golf World Cup der Männer  in Palm Springs hinter den Spaniern Seve Ballesteros und Manuel Pinero.
Darüber hinaus war er 1977 Gewinner der Phoenix Open. 1982 war Pate schließlich Sieger bei der Players Championship, dem höchstdotierten Event der professionellen nordamerikanischen Golfturnierserie PGA TOUR.
In der 1996 von Ron Shelton gedrehten US-Filmkomödie Tin Cup mit Kevin Costner und Rene Russo spielte er sich selbst.